# Adolf Silverberg
Adolf Silverberg (* 14. August 1845 in Goch; † 9. September 1903 in Köln) war ein deutsch-jüdischer Industrieller und Kommerzienrat. Er trug Ende des 19. Jahrhunderts maßgeblich zur wirtschaftlichen Entwicklung Bedburgs bei. Unter seiner Führung entwickelte sich im Rheinland eine moderne Braunkohleindustrie.

## Leben
Durch die Heirat mit Theodora Schönbrunn 1872 entstand die erste Verbindung zu Bedburg. Er und seine Familie verhalfen der Stadt im damaligen Kreis Bergheim (Erft) zu einigem Wohlstand.
Silverberg arbeitete zunächst im Betrieb seines Vaters in Goch, bevor er seinen Teil des Gewinns in die Gründung der Bedburger Wolle und die Rheinischen Linoleumwerke investierte. Er schuf damit in dem Städtchen eintausend Arbeitsplätze. Der Anschluss Bedburgs an die Bahnlinie im Jahr 1869 war eventuell der Grund für Silverbergs Aktivitäten. Auf seine Initiative genehmigte der Kreistag 1894 den Bau eines Netzes von meterspurigen Kleinbahnen, den Bergheimer Kreisbahnen. Sie dienten dem Transport von Rohbraunkohle und Briketts.
1898 kaufte eine Gesellschaft unter Führung von Adolf Silverberg und dem Bankhaus Sal. Oppenheim aus Köln die Braunkohlegrube Fortuna auf. Kurze Zeit später wurde auch die Beisselsgrube erworben.
Sein Sohn Paul Silverberg (1876–1959) trat 1903 als Generaldirektor der Fortuna AG für Braunkohlebergbau und Brikettfabrikation die Nachfolge des Vaters an. Und seine Tochter Anna Landsberg geb. Silverberg (1878–1938) war die Mutter des Philosophen Paul Ludwig Landsberg (1901–1944).

## Namensgebung
Seit 1998 trägt das Silverberg-Gymnasium in Bedburg – am Ort der ehemaligen Rheinischen Ritterakademie gelegen – seinen Namen. Nach Adolf Silverberg ist auch die Straße benannt, an der die Linoleumwerke lagen.